# Siège de Vesoul (1477)
Pour les articles homonymes, voir Siège de Vesoul.
Guerre de Succession de Bourgogne
Batailles
Siège de Vesoul (1477), Bataille du pont d'Emagny (1477), Siège de Gray (1477), Siège de Dole (1477), Bataille de Guinegatte (1479), Siège de Dole (1479), Siège de Vesoul (1479)
Le siège de Vesoul, qui a lieu du 15 au 17 mars 1477, est un épisode de la guerre de Succession de Bourgogne, opposant les troupes françaises commandées par Georges II de La Trémoille aux troupes du comté de Bourgogne, terre d'Empire détenue par les comtes de Bourgogne de la maison de Valois, à cette date Marie de Bourgogne, fille de Charles le Téméraire, mort le 5 janvier 1477. 
La ville, défendue par le chevalier Guillaume de Vaudrey, résiste malgré la supériorité numérique des assiégeants et, grâce à un stratagème de son commandant, les Français sont mis en déroute et subissent d'énormes pertes.

## Contexte
La maison de Valois-Bourgogne est issue d'un fils cadet du roi Jean le Bon, Philippe le Hardi, à qui, en 1363, le roi a donné en fief le duché de Bourgogne. 
Philippe et ses successeurs, Jean sans Peur (règne : 1404-1419) et Philippe le Bon (1419-1467), ont ajouté au duché de Bourgogne un grand nombre d'autres fiefs, situés en France ou dans l'Empire : le comté de Bourgogne (capitale : Dole) et les fiefs des Pays-Bas bourguignons (du comté d'Artois au duché de Luxembourg et à la seigneurie de Frise), le tout formant un ensemble qu'on appelle les États bourguignons. 
Durant son règne, Charles le Téméraire (1467-1477) s'engage dans une politique de confrontation avec Louis XI, marquée par un grand succès, le traité de Péronne (1468), puis par des échecs, notamment à Beauvais (1472). Il affronte ensuite l'hostilité des cantons suisses (soutenus par le roi de France) dans les guerres de Bourgogne (1473-1477). 
Le 5 janvier 1477, Charles le Téméraire, qui s'est attaqué à la Lorraine, meurt lors de la bataille de Nancy. Presque immédiatement, Louis XI, décidé à abattre la puissance bourguignonne, fait occuper le duché de Bourgogne, puis s'attaque au comté.
Marie de Bourgogne, successeur de Charles le Téméraire, âgée de 20 ans et encore célibataire (elle se marie en août 1477 avec Maximilien d'Autriche), se trouve alors à Gand, dans le comté de Flandre, aux prises avec des revendications de ses sujets néerlandais, qui exigent l'abrogation de certaines mesures prises par le Téméraire.

## Prélude
Louis XI (qui est le parrain de Marie) profite de la mort de Charles le Téméraire pour envoyer ses troupes dans le duché de Bourgogne (capitale : Dijon), qui est assez rapidement occupé. Il veut aussi prendre le contrôle du comté de Bourgogne (capitale : Dole), sur lequel il n'a aucun droit, puisque ce comté fait partie du Saint-Empire.
Le 18 février 1477, les États du comté de Bourgogne reconnaissent leur soumission à la couronne française, bien que la province soit terre d'empire. Cependant, les promesses non tenues et la tyrannie du roi de France Louis XI commencent à échauffer les esprits[pas clair]. 
Quelques jours après, alors que les Français installent une garnison à Dole, la population « Inaccoutumée aux écharpes blanches » des troupes françaises, se révolte aux cris de « Bourgogne et Dole ! Vive dame Marie de Bourgogne ! » et réussit à les chasser de la ville. 
Le mouvement se propage dans toute la Comté et un soulèvement dirigé par Jean IV de Chalon-Arlay, prince d'Orange, débute. Les Français se dirigent alors vers le nord et prennent Gray, autre ville du comté, sans résistance. Georges de La Trémoille y établit son camp. 

## Le siège

### L'expédition française
Parti de Gray avec plusieurs milliers d'hommes et sept serpentines, Georges de la Tremoille seigneur de Craon, arrive le 15 mars devant Vesoul. 

### La stratégie comtoise
La place est commandée par Guillaume de Vaudrey, un gentilhomme comtois, ancien chambellan et conseiller de Philippe le Bon, qui a participé à ses campagnes. Confronté à un rapport de force très défavorable, il sait qu'il ne pourra pas défendre la ville. 
Une grande partie de ses hommes sont des miliciens, des habitants armés pour l'occasion. Nombre d'entre eux demandent au commandant de ne pas résister. Mais ce dernier est inconditionnellement loyal à la dynastie de Bourgogne et à Marie. Il n'envisage pas la reddition sans combat.
Aussi met il en place un stratagème resté fameux. Le 16 mars, il ordonne aux trompettes de sortir discrètement de la ville et de se positionner sur les hauteurs alentour, notamment au sud. Il décide également de fournir des trompettes aux villages situés autour du camp des Français, Quincey, Navenne et Echenoz la Méline.

### L'attaque comtoise
Au milieu de la nuit du 16 au 17 mars, sombre et pluvieuse, Vaudrey ordonne à toutes les trompettes de sonner en même temps. 
À ce signal, la garnison de Vesoul fait une sortie en poussant des cris de joie en s'élançant sur l'armée française. Surpris dans leur sommeil, les soldats français croient immédiatement la situation perdue et l'artillerie prise.  Complètement paniqué et croyant être submergé par des troupes ennemis, le sieur de Craon ordonne la retraite vers l'ouest, mais celle ci tourne très rapidement en déroute. 
Beaucoup de Français sont tués devant les murs de Vesoul. Les villages environnants qui ont souffert des mauvais traitements des Français, prennent ces derniers à revers dans de multiples embuscades. Beaucoup périssent en tentant de traverser la Saône à la nage en pleine nuit. 
Un corps écossais au service de la France perd à lui seul 250 hommes. Dans ces conditions terribles de retraite, moins de la moitié des effectifs de départ parvient à rallier Gray.

## Suites et conséquences
Moins de deux semaines plus tard, ne sentant pas à l'abri derrière les remparts de Gray, l'armée française encore sous le choc, évacue provisoirement le comté de Bourgogne. 
Les Français reviennent quelques semaines plus tard et obtiennent un succès tactique au Pont d'Émagny, avant de subir de nouveaux échecs à Gray, puis à Dole. Furieux contre le sieur de Craon, Louis XI le relève de son commandement qui est confié Charles d'Amboise. 
Deux ans plus tard, les Français sont de retour à Vesoul et, cette fois, réussissent à s'en emparer. 